# Kazusō Oda
Pour les articles homonymes, voir Oda (homonymie).
Kazusō Oda (小田 和奏, Oda Kazusō), né le 17 janvier 1980 à Hiroshima, est un auteur-compositeur-interprète, producteur et guitariste de musique pop japonaise.
Il est l'un des trois membres du groupe No Regret Life, actif de 2001 à 2013. Oda, sous le pseudonyme de Coda, accède à une notoriété mondiale grâce à ses participations dans les openings de l'anime JoJo's Bizarre Adventure.

## Biographie
Oda forme le groupe No Regret Life en 2001 avec Genta Matsumura et Ryuta Hashiguchi. Leur premier album studio, Tomorrow Is The Another Day, paraît l'année suivante. Après cinq albums et douze ans de longévité, le groupe se sépare en 2013. En parallèle, Oda fonde le label spiral-motion en 2010.
Oda poursuit dès lors une carrière solo qui lui permet de se faire connaître sous le pseudonyme de Coda. Contacté par le studio d'animation David Production, il chante le second opening de la première saison de JoJo's Bizarre Adventure, intitulé Bloody Stream. Parue en janvier 2013, la chanson est bien reçue, notamment par les fans de l'anime, car son rythme et son énergie soulignent bien la personnalité enjouée du protagoniste, Joseph Joestar. En janvier 2015, Coda participe au second opening de la deuxième saison de l'anime, Stardust Crusaders, nommé JoJo Sono Chi no Kioku ~end of THE WORLD~, en featuring avec  Tominaga « TOMMY » Hiroaki et Hashimoto « JIN » Jin .
Coda écrit l'opening de la troisième saison de l'anime, Crazy Noisy Bizarre Town, qui est interprété par le groupe THE DU et sort en avril 2016. C'est grâce aux crédits de la chanson qu'est révélé l'identité de Coda, alias Kazusô Oda. Au mois d'avril 2017, Kazusô publie son premier album studio en solo, Nachtmusik. 
Le single Finding the Truth qui sert d'ending pour un spinoff de JoJo sur Rohan Kishibe, Kishibe Rohan wa Ugokanai, sort en juillet 2018. En octobre 2018, Coda interprète Fighting Gold, le premier opening de Golden Wind, quatrième saison de JoJo's Bizarre Adventure.

## Discographie

### Album studio
- 2017 : slow time session
- 2017 : Tabibitono Kanaderu Taion
- 2017 : Nachtmusik
- 2019 : slow time session 2
- 2021 : Coda Piano Trio
- 2023 : ハヤテ (Hayate)

### Singles
- 2013 : Bloody Stream
- 2015 : JoJo Sono Chi no Kioku ~end of THE WORLD~
- 2015 : JOJO'S BIZARRE ADVENTURE -The anthology songs 2 :
  - BLOODY STREAM ～mito remix ver.～
  - Goodbye Nostalgia
  - IGGY WALK
  - Crazy my Beat
- 2016 : Great Days UNITS ver.
- 2018 : Finding the Truth
- 2018 : Fighting Gold
- 2022 : JO STARS
  - Never End (Acoustic Ver.)
  - Dramatic Blue